# Monticello (Georgia)
Monticello is een plaats (city) in de Amerikaanse staat Georgia, en valt bestuurlijk gezien onder Jasper County.

## Demografie
Bij de volkstelling in 2000 werd het aantal inwoners vastgesteld op 2428.
In 2006 is het aantal inwoners door het United States Census Bureau geschat op 2612, een stijging van 184 (7.6%).

## Geografie
Volgens het United States Census Bureau beslaat de plaats een oppervlakte van
7,9 km², waarvan 7,8 km² land en 0,1 km² water. Monticello ligt op ongeveer 210 m boven zeeniveau.

## Plaatsen in de nabije omgeving
De onderstaande figuur toont nabijgelegen plaatsen in een straal van 28 km rond Monticello.